# Liste der Monuments historiques in Punerot
Die Liste der Monuments historiques in Punerot führt die Monuments historiques in der französischen Gemeinde Punerot auf.

## Liste der Objekte
| Bezeichnung                | Beschreibung                       | Standort                       | Kennzeichnung | Schutzstatus | Datum | Bild |
| -------------------------- | ---------------------------------- | ------------------------------ | ------------- | ------------ | ----- | ---- |
| Kruzifix                   | Holz, 18. Jahrhundert              | in der Kirche St-Élophe (Lage) | PM88001680    | Inscrit      | 2006  |      |
| Skulptur Heiliger Eliphius | Kalkstein, farbig gefasst, um 1600 | in der Kirche St-Élophe (Lage) | PM88001681    | Inscrit      | 2006  |      |
| Kanzel                     | Eichenholz, 18. Jahrhundert        | in der Kirche St-Élophe (Lage) | PM88001682    | Inscrit      | 2006  |      |